# Mauro (cognome)
Mauro è un cognome di lingua italiana.

## Varianti
Mauri, Maura, Maur, De Mauro, Di Mauro, Maurich, Mauric, Maurovis, Lo Mauro, Maurello, Mauriello, Maurelli, Maurel, Maurino, Maurini, Maurin, Maurantonio, Maurogiovanni.

## Origine e diffusione
Deriva dal prenome maschile Mauro, con il quale condivide origine e significato.
Il cognome è presente in tutta Italia, portato da oltre 4.000 famiglie, e le regioni in cui si riscontra maggior frequenza sono Campania, Calabria e Friuli-Venezia Giulia.
La variante Mauri, portata da oltre 3.800 famiglie, è tipica della Lombardia. Diffusa anche la variante Di Mauro, portata da oltre 3.000 famiglie, di cui più della metà è concentrata in Sicilia.

## Persone
- Antonio Mauro, arcivescovo cattolico italiano
- Demetrio Mauro, imprenditore italiano
- Domenico Mauro, politico, letterato e patriota italiano
- Ezio Mauro, giornalista italiano
- Francesco Mauro, chimico italiano
- Francesco Mauro, dirigente sportivo e politico italiano
- Gaetano Mauro, presbitero italiano
- Gianni Mauro, cantautore, attore teatrale e scrittore italiano
- Giovanni Mauro, dirigente sportivo e arbitro di calcio italiano
- Giovanni Mauro, politico italiano
- Gregorio Mauro, allenatore di calcio ed ex calciatore italiano
- Ilaria Mauro, calciatrice italiana
- Johnny Mauro, pilota automobilistico statunitense
- Mario Mauro, politico italiano
- Massimo Mauro, dirigente sportivo, ex calciatore, politico e commentatore sportivo italiano
- Raffaele Mauro, politico italiano
- Rosi Mauro, politica italiana
- Vincent Mauro, ex arbitro di calcio italiano naturalizzato statunitense
- Walter Mauro, critico letterario, critico musicale e giornalista italiano

### Variante Mauri
- Achille Mauri, politico, scrittore e patriota italiano
- Ambrogio Mauri, imprenditore italiano
- Angelo Mauri, accademico, politico e giornalista italiano
- Arnaldo Mauri, economista, accademico e saggista italiano
- Aronne Mauri, incisore italiano
- Carlo Mauri, alpinista ed esploratore italiano
- Claudia Mauri, calciatrice italiana
- Claudio Mauri, scrittore italiano
- Cristina Mauri, sciatrice d'erba italiana
- Egidio Mauri, cardinale e arcivescovo cattolico italiano
- Enrico Mauri, presbitero italiano
- Ernesto Mauri, dirigente d'azienda italiano
- Ester Mauri, pittrice italiana
- Fabio Mauri, artista, scrittore e drammaturgo italiano
- Gianfranco Mauri, attore e doppiatore italiano
- Giuliano Mauri, artista italiano
- Glauco Mauri, attore e regista teatrale italiano
- José Mauri, calciatore argentino
- Juan Mauri, calciatore argentino
- Matteo Mauri, politico italiano
- Melchor Mauri, ex ciclista su strada spagnolo
- Michele Mauri, giornalista e scrittore italiano
- Miretta Mauri, attrice italiana
- Paolo Mauri, critico letterario e giornalista italiano
- Roberto Mauri, medaglista italiano
- Stefano Mauri, calciatore italiano
- Stefano Mauri, editore italiano